# Indywidualne Mistrzostwa Świata Juniorów na Żużlu 1998
Indywidualne Mistrzostwa Świata Juniorów na Żużlu 1998 – cykl turniejów żużlowych mających wyłonić najlepszych żużlowców do lat 21 na świecie. Tytuł wywalczył Polak Robert Dados. 

## Finał
- 1 sierpnia 1998 r. (sobota),  Piła, Stadion Polonii

| Msc. | Zawodnik            | Kraj            | Pkt   |             |  |
| ---- | ------------------- | --------------- | ----- | ----------- |  |
| 1    | Robert Dados        | Polska          | 14 +3 | (2,3,3,3,3) |  |
| 2    | Krzysztof Jabłoński | Polska          | 14 +2 | (3,3,2,3,3) |  |
| 3    | Matej Ferjan        | Słowenia        | 12    | (2,3,1,3,3) |  |
| 4    | Nicki Pedersen      | Dania           | 11    | (3,0,3,3,2) |  |
| 5    | Leigh Lanham        | Wielka Brytania | 9     | (1,2,3,2,1) |  |
| 6    | Scott Nicholls      | Wielka Brytania | 8     | (3,1,2,2,u) |  |
| 7    | Lee Richardson      | Wielka Brytania | 8     | (1,1,3,1,2) |  |
| 8    | Damian Baliński     | Polska          | 7     | (2,3,1,d,1) |  |
| 9    | Rafał Okoniewski    | Polska          | 7     | (0,2,2,1,2) |  |
| 10   | Andreas Jonsson     | Szwecja         | 5     | (3,2,w,–,–) |  |
| 11   | Robert Kościecha    | Polska          | 5     | (1,u,0,1,3) |  |
| 12   | Krzysztof Słaboń    | Kanada          | 5     | (d,0,1,2,2) |  |
| 13   | Kenny Olsson        | Szwecja         | 3     | (2,1,0,0,0) |  |
| 14   | Andre Compton       | Wielka Brytania | 3     | (1,0,2,0,0) |  |
| 15   | Sándor Fekete       | Węgry           | 3     | (0,1,0,1,1) |  |
| 16   | Laszlo Szatmari     | Węgry           | 0     | (u,–,–,–,–) |  |
|      | rez. Ales Dolinar   | Słowenia        | 1     | (1,0,0)     |  |
|      | rez. Nigel Sadler   | Australia       | 5     | (2,2,1)     |  |

Uwaga: Polak Krzysztof Słaboń z licencją kanadyjską.